# Limnephilus chereshnevi
Limnephilus chereshnevi är en nattsländeart som beskrevs av Nimmo 1995. Limnephilus chereshnevi ingår i släktet Limnephilus och familjen husmasknattsländor. Inga underarter finns listade i Catalogue of Life.